# Ainhoa Arteta
Ainhoa Arteta Ibarrolaburu (Tolosa, 24 settembre 1964) è un soprano spagnolo di origini basche.

## Biografia
Studiò canto al Conservatorio di San Sebastián e interpretazione all'Actors Studio di New York. 
Fece il suo debutto all'Opera di Palm Beach (Stati Uniti) nel 1990, nel ruolo di Clorinda ne La Cenerentola di Rossini.
Nel 1991 è Micaela in Carmen per la Scottish Opera a Glasgow, Belfast, Aberdeen, Birmingham, Newcastle ed Edimburgo.
Nel 1993 Ainhoa Arteta vince il Concorso “Metropolitan Opera National Council Auditions” di New York e il Concorso Internazionale “Voix d'Opera Placido Domingo” di Parigi.
Nel 1994 debutta nel ruolo di Mimì ne La bohème con Stefano Palatchi al Metropolitan Opera House di New York. 
Al Metropolitan il soprano ha preso parte a novantatré rappresentazioni fino al 2008, interpretando anche Violetta ne La traviata, Contessa Olga Sukarev in Fedora e Micaela in Carmen.
A Bilbao nel 1996 canta ne Les pêcheurs de perles, nel 2002 in Turandot, nel 2006 in Manon di Massenet, nel 2007 ne I dialoghi delle Carmelitane e nel 2011 è Tatyana in Eugene Onegin ed Amelia Grimaldi in Simon Boccanegra.
Nel 1997 tiene un concerto con Plácido Domingo al San Diego Opera.
Nel 1999 è Musetta ne La Bohème al San Francisco Opera.
Nel 2002 è Musetta ne La Bohème al Royal Opera House di Londra con Ramón Vargas.
Il suo debutto all'Arena di Verona risale al 2005 come Musetta ne La Bohème, cantata anche nel 2007.
Nel 2006 al Teatro Verdi (Trieste) è Musetta ne La bohème con Fiorenza Cedolins diretta da Daniel Oren.
Nel 2008 è ancora Musetta al Teatro alla Scala di Milano con la regia di Franco Zeffirelli.
Al Gran Teatre del Liceu di Barcellona nel 2009 è Liù in Turandot, nel 2010 Micaëla in Carmen e nel 2012 Musetta ne La bohème.
Nel 2010 è Rossana in Cyrano de Bergerac al San Francisco Opera.
Nel 2012 tiene un recital al Teatro Villamarta di Jerez de la Frontera, al Teatro Cervantes (Málaga), al Teatro de la Maestranza di Siviglia ed al Palacio de Bellas Artes di Mexico City con Ramón Vargas.
Nel 2013 è Elisabetta di Valois in Don Carlo al Teatro Campoamor di Oviedo e Donna Elvira in Don Giovanni al Teatro Real di Madrid.
Nel 2014 è Wally ne La Wally al Grande Teatro di Ginevra.
Nel 2016 è Alice Ford in Falstaff al Teatro San Carlo di Napoli. Notevole l'impegno in questo teatro dove nel 2017, in seguito all'indisposizione di un altro soprano si troverà ad esibirsi come protagonista nella Manon Lescaut di Giacomo Puccini per tre sere consecutive.
Fra la sua attività concertistica spicca il concerto dato alla Casa Bianca, davanti al presidente Bill Clinton, in occasione della visita ufficiale del Presidente della Colombia a Washington D.C.
Sposata e divorziata due volte, ha una figlia nata dal suo secondo matrimonio con il baritono statunitense Dwayne Croft.

## Repertorio
- Georges Bizet
  - Les pêcheurs de perles (Leïla)
  - Carmen (Micaela)
- Benjamin Britten
  - Peter Grimes (Ellen Orford)
- Alfredo Catalani
  - La Wally (Wally)

- Pëtr Il'ič Čajkovskij
  - Eugenio Onieghin (Tatiana)
- Charles Gounod
  - Romeo e Giulietta (Giulietta)
  - Faust (Marguerite)
- Franz Lehár
  - Die Lustige Witwe (Hanna)
- Ruggero Leoncavallo
  - Pagliacci (Nedda)
- Jules Massenet
  - Manon (Manon)
  - Thaïs (Thaïs)
- Wolfgang Amadeus Mozart
  - Le nozze di Figaro (Contessa)
  - Don Giovanni (Donna Elvira)
  - Così fan tutte (Fiordiligi)
- Francis Poulenc
  - Les mamelles de Tirésias (Thérèse)
  - Les dialogues des Carmélites (Blanche)
- Giacomo Puccini
  - La rondine (Magda)
  - Turandot (Liù)
  - La bohème (Mimì, Musetta)
  - Manon Lescaut (Manon)
- Richard Strauss
  - Daphne (Daphne)
- Giuseppe Verdi
  - La traviata (Violetta)
  - Don Carlos (Elisabeth de Valois)
  - Otello (Desdemona)
  - Simon Boccanegra (Maria)
  - Falstaff (Alice Ford)

## Discografia
- De Falla: Siete Canciones Populares Españolas, El Sombrero de Tres Picos - Ainhoa Arteta/Orquesta de la Comunidad de Madrid/José Ramón Encinar, 2012 Deutsche Grammophon
- Arteta: Don't Give Up - Ainhoa Arteta, 2010 Universal - Decima posizione in classifica in Spagna
- Arteta: Mayi - Ainhoa Arteta, 2015 Universal
- Arteta: Recital - Ainhoa Arteta, 2013 Ensayo
- Arteta: Recital - Ainhoa Arteta, 2010 Deutsche Grammophon
- Palomo: Dulcinea - Miguel Ángel Gómez Martínez/Berlin Deutsche Opera Orchestra & Chorus/Arutjun Kotchinian/Burkhard Ulrich/Ainhoa Arteta/Cheri Rose Katz, 2010 Naxos
- Puccini, La rondine - Villaume/Arteta/Haddock/Mula, 2009 DVD (Decca)
- Puccini: La bohème - Angela Gheorghiu/Ramón Vargas/Paul Plishka/Nicola Luisotti/Metropolitan Opera, 2008 MetOpera DVD
- "Música Renacentista" (Helicon).
- "Doña Francisquita" (Sony).
- "Entrañable" (RTVE-música).
- "Damas del Canto" (RTVE-música).
- "Zarzuela" (RTVE-música).
- "Ainhoa Arteta y Dwayne Croft en Concierto" (RTVE-música).
- "Turandot. Palacio Euskalduna de Bilbao" (RTVE-música).
- "Romeo e Giulietta. Teatro Campoamor" (RTVE-música).
- "Fedora", Giordano - Abbado Roberto/Freni/Domingo, 1997 DVD (Deutsche Grammophon).
- "La Bohéme. Metropolitan Opera House" (EMI).
- "La vida"  (Vale Music). Terza posizione in classifica in Spagna

## Riconoscimenti
- Premi della Hispanic Society of America.